# Гальба
Се́рвій Сульпі́цій Га́льба (лат. Servius Sulpicius Galba; 24 грудня 3 до н. е. — 15 січня 69) — римський імператор (з 6 червня 68 по 15 січня 69).

## Походження і кар'єра
Гальба походив зі славетного та багатого патриціанського роду Сульпіціїв. У дитинстві він був усиновлений своєю мачухою Лівією та прожив майже все життя під прізвищем Луцій Лівій. За Тиберія його обирали на почесні посади: призначали претором, у 31 р. отримав намісництво в Аквітанії, а в 33 р. — консульство. Гай Калігула відправив його легатом до Верхньої Германії. Очоливши легіон, показав себе суворим та обізнаним полководцем. Він здобув рішучу перемогу над хаттами, що прорвалися у 41 р., майже до самої Галлії. Принцепса, який відвідав його табір, Гальба порадував гарною виучкою військ, а ще більше тим, що після навчань пробіг за його колісницею цілих 20 миль. Після повідомлення про вбивство Калігули багато хто радив Гальбі скористатися нагодою та захопити владу, але він віддав перевагу залишитися осторонь. Цим він здобув прихильність Клавдія, був прийнятий у коло його друзів і досяг такої шани, що через його раптову і тяжку хворобу був відкладений навіть похід у Британію. У 45 р., він без жеребкування отримав проконсульство на два роки в Африці, щоб навести порядок у цій провінції, неспокійній через внутрішні розбрати та повстання варварів. Він навів там порядок з ревною строгістю та справедливістю навіть у дрібницях. І відтоді майже до середини правління Нерона він жив переважно у спокої. У 61 р., він отримав призначення в Тарраконську Іспанію. Цією провінцією він керував вісім років, але непостійно та по-різному. Спочатку він був суворий та не знав міри у покаранні за провини, але поступово впав у бездіяльність.

## Прихід до влади
Так складалися справи, коли в 68 році супроти Нерона підняв повстання претор Галлії Юлій Віндекс. Після того, як Віндекс почав відкриту війну, він написав Гальбі, закликаючи його прийняти верховне правління. Чутки про це розповсюдилися заздалегідь і зібрали величезну кількість людей, що бажали перевороту. Цього разу Гальба імператорський титул не прийняв, він погодився послужити вітчизні, і назвав себе не Цезарем і не імператором, а полководцем римського сенату й народу. Багато намісників відреклося від Нерона, і майже всі прийняли сторону Гальби, але Вергіній, начальник германських легіонів в Галлії, оголосив, що він і сам не прийме верховного панування, і нікому не дозволить отримати його попри волі та вибору сенату. Він виступив проти Віндекса і розбив його в завзятому бою. Втративши 20 000 солдатів, Віндекс покінчив життя самогубством. Стурбований цим, Гальба повернувся до Іспанії і почав чекати, чим це все закінчиться. У червні прийшла звістка, що Нерон наклав на себе руки, а сенат проголосив Гальбу імператором. Тоді Гальба склав звання легата, прийняв ім'я Цезаря і вирушив у дорогу. У Галлії до нього приєднався Вергіній, який, отримавши постанову сенату, визнав Гальбу імператором і привів до присяги на вірність йому свої легіони.

## Правління і смерть
У Римі на нього чекали з нетерпінням. Одним із перших його розпоряджень було розшукати та повернути всі цінні речі, які Нерон подарував своїм улюбленцям. Оскільки ці речі вже встигли не раз змінити власників, розраховуватися за шалені витрати минулого принцепса довелося людям цілком стороннім та ні в чому не винним. Пішли чутки про його суворість, жорстокість та скупість; своїми діями Гальба підтвердив та примножив ці чутки. Пошукам не було кінця, і вони охоплювали все більше коло осіб, тому про Гальбу усюди почали говорити з презирством. До того ж незабаром виявилося, що він сліпо довіряє своїм радникам — друзям та вільновідпущеникам — і все робить по їх вказівці. А ті, всі як один, виявилися людьми жадібними та жорстокими.
Найнебезпечнішою для нього була ненависть солдат та преторіанців. Багато з них взяли участь у повстанні проти Нерона, спокусившись на щедрі обіцянки своїх начальників. Але за їх зраду Гальба їм нічого не заплатив. Коли ж принцепсу повідомили, що солдати незадоволені та обурені його скупістю, він відповідав, що звик набирати, а не купувати воїнів. Цим він настроїв проти себе легіони в усіх провінціях.
Найбільше нарікали війська у Верхній Германії. Під час січневих календ 69 року вони відкрито повстали та проголосили імператором префекта Нижньої Германії Вітеллія. Коли Гальба дізнався про переворот, він оголосив своїм прихильникам, що не можна більше баритися із призначенням наступника. Гальба знав, що деякі з його друзів підтримували Долабеллу, а всі інші — Марка Отона. Але сам він не схвалював ні того, ні іншого. Гальба послав за Пізоном, молодим чоловіком, від природи обдарованим усіма моральними чеснотами, але особливо славетним чистотою та суворістю життя, і усиновив його. Більш за всіх ця новина вразила Отона. Побачивши крах усіх своїх надій, він з палкого прихильника Гальби став його найзапеклішим ворогом. Проте, обдумавши свій стан, він вирішив, що діючи швидко і рішуче, може ще й навіть зараз досягти своєї мети. У той самий день розпочав переговори з преторіанцями і за чотири дні встиг підготувати заколот проти Гальби.
Преторіанці доставили Отона до табору, і там він був проголошений імператором. Про те, що сталося, відразу повідомили в Палатин Гальбі. Деякий час він вагався, не знаючи, що робити. З міста надходили найсуперечливіші чутки, але Гальба повірив сприятливим для нього новинам, сів у ноші й крізь великий натовп народу вирушив на Форум. У цей час туди увірвалася кіннота заколотників. Натовп розбігся, а преторіанці кинулися до нош принцепса. Носії випустили їх з рук разом з ним на землю. Кажуть, що оточений з усіх боків ворогами, він сам підставив їм горло, промовивши: «Вбийте мене, якщо це необхідно для держави». На нього впали численні удари, і навіть після того, як він був мертвий, солдати продовжували рубати та колоти знівечене тіло. Якийсь солдат відрубав у трупа голову і підніс її Отону. Отон віддав її обозним та маркітантам, і вони, бавлячись, довго носили її на списі по табору.